# Slättåstjärnen, Halland
Slättåstjärnen är en sjö i Mölndals kommun i Halland och ingår i Kungsbackaåns huvudavrinningsområde. Sjön är 16 meter djup, har en yta på 0,033 kvadratkilometer och befinner sig 74 meter över havet.